# Stéphane Bissot
 (janvier 2019).
Si vous disposez d'ouvrages ou d'articles de référence ou si vous connaissez des sites web de qualité traitant du thème abordé ici, merci de compléter l'article en donnant les références utiles à sa vérifiabilité et en les liant à la section « Notes et références ».
Pour les articles homonymes, voir Bissot.
Stéphane Bissot, née le 25 octobre 1974 à Rocourt, est une actrice, auteure et chanteuse belge.

## Biographie
Stéphane Bissot, actrice, auteure et chanteuse, a grandi et vit à Bruxelles. Née d'un père footballeur (Claude Bissot, centre-avant au Sporting Charleroi et au RFC Liège) et d'une mère dessinatrice (Marie Mechelmans, à qui l'on doit notamment le lapin Milka), elle décide très tôt de consacrer sa vie à la comédie, après avoir dansé Le Lac des Cygnes dans le salon de la maison familiale. 
Elle suit les cours du Conservatoire de Bruxelles puis celui de Liège.
Elle tourne dans les longs-métrages de Jean-Pierre et Luc Dardenne, L'Enfant, Le Silence de Lorna et Les Enfants de Timpelbach de Nicolas Bary, avec Gérard Depardieu et Carole Bouquet. Elle est également la sœur d'Émilie Dequenne dans le film À perdre la raison de Joachim Lafosse.
En 2014, elle interprète le rôle de Christiane dans Le Beau Monde de Julie Lopes-Curval au festival Jean Carmet, à Moulins.
En 2011, elle fait ses premiers pas de chanteuse-compositrice, en compagnie de Henri Greindl et propose aux amateurs de chanson française le tour de chant Peaux d'âmes. Elle est l'une des membres, avec Sophie Debeer et Bo Waterschoot, du jeune groupe Simone.
Héroïne du premier succès télévisuel belge, elle a tenu le rôle de madame Astrid dans Melting Pot Café, pendant les trois saisons qu'a duré la série (RTBF).
En 2017, elle joue dans les longs-métrages Maman a tort de Marc Fitoussi, avec Émilie Dequenne, Grand Froid de Gérard Pautonnier, avec Jean-Pierre Bacri et Arthur Dupont, Marie-Francine de Valérie Lemercier, avec Valérie Lemercier, Patrick Timsit, Fortuna de Germinal Roaux, avec Bruno Ganz… mais surtout Flora de Stéphane Robelin, où elle incarnera la fille de Pierre Richard.
Premier prix des conservatoires de Bruxelles et de Liège, où elle suivit les cours de Frédéric Dussenne, Pietro Pizzuti, François Sikivie et Pierre Laroche, elle interprète son premier rôle à l'âge de vingt ans avec l'Infini Théâtre de Dominique Serron, dans une adaptation du Décaméron de Boccace. Elle participe à l'aventure des Baladins du miroir jusqu'en 1999. Elle a joué dans Le Jeu de l'amour et du hasard de Marivaux, La Balade du Grand Macabre de Michel de Ghelderode, Le Collier d'Hélène de Carole Fréchette, L'Horloge et le Désert de Ghassan Kanafani... 
Stéphane Bissot est aussi écrivain et créatrice contemporaine.
En 2017, elle crée son premier spectacle au théâtre Varia, Après nous les mouches, avec Marc Doutrepont, Brigitte Baillieux,.

## Filmographie

### Cinéma

#### Longs métrages
- 2000 : Strass de Vincent Lannoo : Natacha
- 2003 : Folie privée de Joachim Lafosse : l'amie
- 2003 : L'Autre de Benoît Mariage : une convive
- 2003 : Le Cou de la girafe de Safy Nebbou : Stéphanie
- 2004 : Mon ange de Serge Frydman : Boule
- 2004 : Juju factory de Balufu Bakupa Kanynda : Léonie
- 2004 : L'Enfant de Jean-Pierre Dardenne et Luc Dardenne : la receleuse[5]
- 2005 : Madonnen de Maria Speth : la serveuse
- 2006 : Sur le mont Josaphat de Jean-Marc Vervoort : Nathalie
- 2007 : Le Silence de Lorna de Jean-Pierre Dardenne et Luc Dardenne : une flic[5]
- 2007 : Les Enfants de Timpelbach de Nicolas Bary : la maman de Manfred
- 2010 : La Chance de ma vie de Nicolas Cuche : Marjorie
- 2010 : Un heureux événement de Rémi Besançon : la maman
- 2012 : À perdre la raison de Joachim Lafosse : Françoise[5]
- 2013 : La Marche de Nabil Ben Yadir : infirmière Dubois
- 2014 : Prêt à tout de Nicolas Cuche : Michèle
- 2014 : Le Beau Monde de Julie Lopes-Curval : Christiane
- 2014 : Alleluia de Fabrice Du Welz : Madeleine[5]
- 2015 : Sauvez Wendy de Patrick Glotz : Josiane
- 2015 : Les Chevaliers blancs de Joachim Lafosse : Marie[5]
- 2016 : Bienvenue à Marly-Gomont de Julien Rambaldi : Madame Quinquin
- 2016 : Maman a tort de Marc Fitoussi : Perrine[5]
- 2017 : Un profil pour deux de Stéphane Robelin : Sylvie[5]
- 2017 : Nos patriotes de Gabriel Le Bomin : Martine
- 2017 : Grand Froid de Gérard Pautonnier : la pompiste
- 2017 : Marie-Francine de Valérie Lemercier : la femme libertine
- 2018 : Mme Mills, une voisine si parfaite de Sophie Marceau : la gardienne
- 2019 : Convoi exceptionnel de Bertrand Blier : la patronne du Calypso
- 2019 : Sawah d'Adolf El Assal : Nadia
- 2019 : Je ne rêve que de vous de Laurent Heynemann : Béatrice Bretty
- 2020 : La Bonne Épouse de Martin Provost : Raymonde

#### Courts métrages
- 1999 :  Bonne année de Jean-Philippe Laroche
- 2003 :  Marelle de Nacho Carranza
- 2008 :  À peine de Damien Collet
- 2008 :  Dissonance d'Anne Leclère

### Télévision
- 2000 : Tel épris de Fabien Onteniente : Sylvette
- 2001 : Division d'honneur de Jean-Marc Vervoort : Angèle
- 2003 : L'Adorable Femme des neiges de Jean-Marc Vervoort :  l'infirmière au Louvre
- 2003 : Un fils sans histoire de Daniel Vigne : la mère de la fillette
- 2005 : Trois pères à la maison de Stéphane Kappes
- 2006 : Les Diablesses de Harry Cleven : l'assistante sociale
- 2006-2009 : Melting Pot Café de Jean-Marc Vervoort et Jean-Luc Goossens : Madame Astrid
- 2007 : C'est mieux la vie quand on est grand de Luc Béraud : la mère
- 2009 : Bonne année quand même de Hugues Hausman
- 2013 : Typique, saison 2 épisode 8 Joyeux Noël réalisé par Lionel Delhaye et Benjamin Torrini (mini série tv) : la maman
- 2014 : Engrenages, saison 5, épisodes 7, 9, 11 et 12, de Nicolas Guicheteau : Inès Lopez, patronne du salon de coiffure
- 2017 : Le Viol d'Alain Tasma : Anne Krywin
- 2017 : L'Épreuve d'amour d'Arnaud Selignac : Camille
- 2018 : Les Rivières pourpres (série tv) : Épouse du Maire
- 2021 : Les Aventures du jeune Voltaire d'Alain Tasma : Anne-Marguerite Petit du Noyer

## Théâtre
- 1996 : Le Décaméron de Boccace, mise en scène de Dominique Serron
- 2000 : Les 81 minutes de mademoiselle A de Lothar Trolle, mise en scène de Fabrice Gorgerat et Claire Gatineau
- 2000 : Le Jour des coumères de Roland Hourez, mise en scène de Michel Tanner
- 2000 : L'Horloge et le Désert de Ghassan Kanafani, mise en scène de Rahim Elasri
- 2001 : Barbares, soirée berbère de Rahim Elasri et Rudy Beckaert
- 2002 : Merci Georges de Linda Lewkowitz, mise en scène de Rahim Elasri
- 2003 : De rien, Saïd, de Rahim Elasri
- 2003-2004 : Le Collier d'Hélène de Carole Fréchette, mise en scène de Guy Theunissen
- 2005-2008 : Le Jeu de l'amour et du hasard de Marivaux, mise en scène de Dominique Serron
- 2006 : Gare du Nord d'Alexis Van Stratum

## Distinctions
- 2009 et 2010 : nomination à la Golden Nymph du Festival des Télévisions de Monte-Carlo dans la catégorie, meilleure actrice dans une comédie, pour Melting Pot Café de Jean-Marc Vervoort et Jean-Luc Goossens.
- 2013 : nomination aux Magritte du cinéma dans la catégorie meilleure actrice dans un second rôle, pour son interprétation de Françoise dans À perdre la raison de Joachim Lafosse